# Mariano Echagüe
Mariano Echagüe (14 de junio de 1981, Santa Fe, Argentina) es un exfutbolista argentino. Jugaba como mediocampista ofensivo o enganche y su primer equipo profesional fue Rosario Central. En su debut el 17 de marzo del 2002 contra Estudiantes de La Plata, con solo pocos minutos en cancha le cometieron un penal el cual sirvió para la apertura del marcador que terminaría 2 a 0 a favor de su club. Jugó además para Ben Hur (Rafaela), Instituto (Córdoba), Ferro Carril Oeste y Patronato (Paraná) donde consigue el ascenso del Torneo Argentino A al Nacional B.  Su último equipo fue Atlético Paraná, equipo con el que también subió desde el Argentino A al Nacional B. Su retiro fue causa de las lesiones que venía teniendo y que le impedían jugar.

## Clubes
| Club                 | País      | Año       |
| -------------------- | --------- | --------- |
| Ateneo Inmaculada    | Argentina | 1993-1997 |
| Rosario Central      | Argentina | 1998-2005 |
| Ben Hur de Rafaela   | Argentina | 2005-2007 |
| Instituto de Córdoba | Argentina | 2007      |
| Ben Hur de Rafaela   | Argentina | 2008      |
| Ferro Carril Oeste   | Argentina | 2008      |
| Patronato de Paraná  | Argentina | 2009-2014 |
| Atlético Paraná      | Argentina | 2014      |

## Palmarés
- Tercera División: Torneo Argentino A 2009/10
- Ascenso a Primera B Nacional: Torneo Federal A 2014